# Georgy Girl
Georgy Girl, también conocida como La soltera retozona,  es una película romántica de comedia dramática británica de 1966 basada en la novela de 1965 de Margaret Forster. 
La película fue dirigida por Silvio Narizzano y protagonizada por Lynn Redgrave (como Georgy), Charlotte Rampling, Alan Bates y James Mason. La banda sonora incluye la canción principal "Georgy Girl" interpretada por The Seekers.
La interpretación de Redgrave le valió una nominación en los Premios Oscar a la mejor actriz.

## Sinopsis
Georgy es una joven soltera, poco atractiva, por la que nunca se ha interesado un hombre. Un día, el jefe de su padre, un millonario viudo, de mediana edad, le propone que se convierta en su amante. Mientras considera la idea, su compañera de cuarto, la sexy y caprichosa Meredith queda embarazada de su nuevo amante, Jos, del cual Georgy acabará enamorándose y compartiendo casa con los dos.

## Trama
Georgina "Georgy" Parkin es una londinense de 22 años con talento musical, una buena educación, y un carácter atractivo y sin pretensiones. Tiene una imaginación inventiva y adora a los niños. Al mismo tiempo, se considera fea y obesa, se viste de manera descuidada, y es increíblemente ingenua en lo que respecta al amor y el coqueteo, ya que nunca ha tenido novio. Sus padres son sirvientes que viven con el empresario millionario James Leamington, que está casado sin amor ni hijos con la enfermiza Ellen.
Leamington vio crecer a Georgy y la trataba como si fuera su segundo padre, pero cuando ella se ha convertido en una mujer joven, sus sentimientos por ella se han vuelto más que paternales. En su 49 cumpleaños, Leamington le ofrece un contrato legal, proponiéndole proporcionarle los lujos de la vida a cambio de convertirse en su amante. Georgy elude su propuesta.
Su compañera de piso es la bella Meredith, que es violinista en una orquesta. Mientras Meredith sale con otros hombres, Georgy entretiene al novio de Meredith, Jos Jones, de quien Georgy está enamorada.
Cuando Meredith descubre que está embarazada de Jos, deciden casarse, aunque ella le dice que ya ha abortado a dos de sus hijos y que sólo quiere casarse porque está "aburrida". Después de una boda civil pequeña, Jos se muda con Meredith y Georgy, pero se desilusiona de Meredith, quien tiene una actitud negativa hacia todo durante su embarazo, y se siente atraído por la actitud feliz de Georgy. Mientras tanto, aunque Georgy usa el interés de Leamington en ella para convencerlo comprar artículos caros para el bebé de Meredith, y Ellen muere repentinamente, Georgy continúa evadiendo las insinuaciones de Leamington.
En medio de una discusión con Meredith sobre su actitud arrogante hacia su embarazo, Jos besa a Georgy y le dice que la ama. Georgy huye del apartamento y Jos la sigue por las calles de Londres, gritando su amor por ella. Los dos vuelven al piso, donde tienen relaciones sexuales, después de lo cual Peggy, una vecina, le dice a Jos que Meredith se ha puesto de parto, y él y Georgy van al hospital.
Aunque Georgy se siente culpable, continúa su relación con Jos mientras Meredith está en el hospital. Meredith no tiene ningún interés en su hija, Sara, y se ha cansado de Jos, por lo que anuncia que planea dar a la niña en adopción. Cuando Georgy ve a Sara, se enamora y Meredith le dice que puede quedarse con ella, gratis.
Georgy y Jos traen a Sara al piso. Pronto queda claro que Georgy se preocupa más por el bebé que por Jos, y su relación termina cuando Jos se cansa de las responsabilidades de un padre y abandona a Georgy y a su bebé. Ahora que Georgy es la única cuidadora de un niño con el que no tiene lazos de sangre, los Servicios Sociales desean retirar a Sara de su cuidado.
Leamington ha estado siguiendo los acontecimientos en la vida de Georgy. Cuando menciona modificar su contrato para adaptarse a los cambios recientes, Georgy, al ver una oportunidad de quedarse con Sara, le pide que le proponga matrimonio. El día de su boda. mientras los recién casados se marchan de la iglesia en coche para su luna de miel, Georgy ignora a Leamington y dedica toda su atención a Sara.

## Reparto
- Lynn Redgrave como Georgina "Georgy" Parkin
- James Mason como James Leamington
- Alan Bates como Jos Jones
- Charlotte Rampling como Meredith
- Bill Owen como Ted Parkin
- Clare Kelly como Doris Parkin
- Rachel Kempson como Ellen Leamington
- Denise Coffey como Peg
- Peggy Thorpe-Bates como Hna. del Hospital
- Dandy Nichols como la enfermera
- Dorothy Alison
- Terence Soall
- Ian Dunn como Baby Sara

## Título de la canción
La canción principal "Georgy Girl", escrita por Tom Springfield y Jim Dale, fue grabada por la banda australiana The Seekers. Un solo lanzamiento de la canción (con letras algo diferentes) encabezó la lista de sencillos en Australia y fue un éxito entre los 10 primeros tanto en el Reino Unido como en los EE. UU. (# 2 durante dos semanas). Fue el 56.º mayor éxito británico de 1967, y el 57.º mayor éxito estadounidense de 1967. Se convirtió en un disco de oro y fue nominado a un Premio Oscar en la categoría de Mejor Canción Original de una Película.

## Recepción

### Taquilla
La película fue un éxito de taquilla. Para 1967, había ganado un estimado de $7 millones en los Estados Unidos y $6 millones en otros países. A fines de 1967, había ganado $7,330,000 en alquileres en América del Norte según los alquileres acumulados por los distribuidores.

### Premios y nominaciones
- Premios Oscar - Mejor actriz para Lynn Redgrave - Nominada
- Premios Globos de Oro - Mejor Actriz de Comedia o Musical para Lynn Redgrave - Ganadora
- Premios BAFTA - Mejor actriz para Lynn Redgrave - Nominada

## Adaptación
En 1970, la película fue la base de un musical de Broadway sin éxito titulado Georgy.
Fue adaptado para BBC Radio 4 en 2013 por Rhiannon Tise.